# Conquista de paso
Conquista de paso, o Mujer poniéndose el corsé, es un estudio preparatorio del pintor Henri de Toulouse-Lautrec que data de 1896 y se expone en el Salón Rojo del Museo de los Agustinos de Toulouse. Este estudio forma parte de la serie Elles, que comprende once litografías en color dedicadas a la vida íntima de las cortesanas, uno de los temas favoritos del artista.

## Historia
Conquista de paso, también llamado Mujer en su toilette o Mujer poniéndose el corsé, es un estudio preparatorio que sirvió para una litografía que lleva el título más completo Mujer en corsé, conquista de paso. Parte integrante de un álbum, titulado Elles, de once litografías en color que constituían una serie sobre la vida íntima de las cortesanas, ilustra un tema bien conocido por el artista que frecuentaba asiduamente este ambiente. Legada por la condesa Adéle de Toulouse-Lautrec, madre del artista, la obra se encuentra en el Museo de los Agustinos desde 1904. Otros estudios sobre el mismo tema se pueden encontrar en el Museo Toulouse-Lautrec de Albi (esencias sobre cartón) y en Bollogen, Colección E. KI. Kornfeld (litografía a lápiz); estos son menos completos; también existe un dibujo a lápiz, en una colección privada.

## Descripción
Una figura femenina en ropa interior vista desde tres cuartos de espaldas, intenta atarse el corsé frente a su tocador. Ocupa el centro de la composición y relega al personaje masculino al borde derecho del dibujo del que prácticamente emerge. El modelado del busto de la joven -objeto de deseo- destaca claramente a través del corsé negro mientras que su enagua sólo está delineada con amplias pinceladas de tiza y pincel. Asimismo, sólo el rostro del hombre está verdaderamente detallado: así su mirada se vuelve aún más pesada y se centra en la joven. La decoración simplemente sugerida; sólo el tocador (con un espejo sin reflejo) destaca lo suficiente como para permitir comprender la escena.

## Contexto
El final del siglo XIX corresponde al apogeo de los burdeles, sobre los cuales Goncourt con La Fille Élisa, Huysmans con Marthe y Guy de Maupassant con La Maison Tellier produjeron novelas de éxito. El tema de las prostitutas también lo retoman los pintores: Forain, Daumier, Degas, Lautrec por su parte, escenifica en estos temas su lugar de vida y no el de un paso furtivo. Así, a veces abandona el taller de la calle Tourlaque para ir a los burdeles de la calle Joubert, de la calle de Amboise o de la calle des Moulins, donde se instala con todo lo necesario durante varios días, semanas o hasta meses. Allí vive, allí pinta, allí dibuja. Paul Durand-Ruel, comerciante y promotor de los impresionistas, le pidió visitar su taller y Lautrec le recibió en el salón de la calle des Moulins, rodeado de las residentes del burdel. “Escucho la palabra burdel por todas partes, escribe con fingido asombro, pero ya en ningún lugar me siento como en casa".

## Análisis

### Tema
El hombre representado podría ser el pintor inglés Charles Conder, amigo de Toulouse-Lautrec. En esta serie, Lautrec logró expresar, purificándolas, todas las impresiones y emociones que había sentido durante una estancia de varios meses en el burdel de lujo de la calle des Moulins. El tratamiento también revela la intimidad afectuosa y la complicidad que compartía con estas chicas. Lautrec se inspiró inevitablemente en los grabados de Utamaro, el gran artista japonés que, en Las doce horas de las casas verdes, describió la actividad de las cortesanas de una casa de placer a cada hora del día. Goncourt había publicado un libro en honor de Utamaro en 1891, fecha en la que se presentó una importante exposición de grabados japoneses en la Escuela de Bellas Artes. En 1894, Durand-Ruel expuso los grabados del maestro japonés.

### Creación
Los reflejos de color en algunos lugares permiten al artista resaltar los detalles más importantes. Este estudio muestra también las dudas de Toulouse-Lautrec en la elección de la decoración. La particularidad de esta obra radica en la introducción de un personaje masculino que desaparecerá del resto de litografías de este álbum. Parece que el trabajo de composición comenzó con un dibujo con las dos figuras y un boceto al óleo con la mujer sola. No se sabe qué viene primero, quizás el boceto pintado, rápidamente abandonado, porque el personaje femenino habría ocupado demasiado espacio; A continuación habría seguido el dibujo, que presentaba al hombre de forma esquemática. El boceto al óleo firmemente trazado es el estudio pintado más grande de la serie Elles.

### Composición
Lautrec esbozó la estructura lineal con tiza negra, utilizando azul como fondo. Continuó con líneas y pequeños toques de color: blanco para la camiseta, amarillo verdoso para los pololos y blanco para la enagua; para el corsé eligió el azul oscuro con toques de amarillo y verde, que también se encuentran en el tratamiento del tono de piel. Se perciben otras dudas: las líneas de tiza en la parte superior derecha recuerdan a las arrugas o drapeados de un dosel encima de una cama; termina optando por un biombo. Los arrepentimientos a lápiz debajo de la cabeza del hombre todavía muestran que Lautrec primero lo dibujó más pequeño y luego lo hizo más macizo, quizás trabajando a partir del modelo, que según Joyant era Charles Conder.
Lautrec realizó otros cambios en la litografía que, en la serie Elles, se acerca mucho a Mujer de hielo, en color, composición y dibujo. Cambió el fondo, colocó un tocador detrás de la mujer y apoyó su pie en un sofá bajo. Añadió un grabado erótico, como en Mujer en la tina y Mujer que se lava. El personaje masculino, cuyos ojos miran fijamente a la mujer arreglándose, queda reducido por su posición en el grabado a una presencia insistente e inquietante.

### Estética
Lautrec describe la vida cotidiana de estas "chicas", acercándolas así a las jóvenes de buenas familias. El baño es el momento privilegiado donde capta lo eterno femenino, con naturalidad. Su atención benévola va más allá de la mirada demasiado mojigata de su siglo, de Baudelaire a Huysmans, de Degas a Manet, que había mantenido a la prostituta en las imágenes y fantasías de un erotismo burgués más o menos convencional (la Olimpia de Manet). A menudo tienen -sólo ellos- la máscara real o supuesta de la perversión que conduce al declive. Aparte de Mujer con corsé (que recuerda sin embargo mucho a Nana, 1877, de Manet), en Elles, las "mujeres de mala vida" se reflejan en el título genérico y en ciertos motivos decorativos que se encuentran a lo largo del álbum.

### Representación
En Mujer con corsé, Lautrec va en contra de las convenciones de representación de la relación remunerada. Vista desde atrás, como en Mujer que se lava, la mujer sigue siendo quien centra la mirada del espectador y la del hombre fijo en su contemplación. La proximidad física y la del momento no parecen unir a los personajes; Lautrec pudo advertir esta distancia en Nana de Manet, expuesta en la galería Durand-Ruel en 1896. En la obra de Manet, Nana mira fuera del marco, invitando al espectador a la contemplación. En un grabado sobre un tema similar, también publicado por Gustave Pellet, Maurin ofrece al espectador otro ángulo de aproximación: la mujer está muy cerca y sola. Pero en Mujer en corsé, Lautrec negó al espectador el papel masculino implícito, aquí, como en todas las litografías de Elles, relegando al hombre a un boceto en el fondo, ridiculizó la figura del burgués.

## Recepción
Lautrec, gracias al uso de técnicas de impresión de artes gráficas, obtuvo un éxito significativo que reforzó sus elecciones artísticas. Así, multiplicó la litografía en color realzada y enriquecida con nuevas técnicas. Su carrera alcanzó su punto máximo en 1896 con la publicación de la serie titulada Elles, una serie de once litografías, publicada por el editor parisino Gustave Pellet. Este último detectó en la serie “una crueldad de maravillosa precisión". Eugène Rodrigues-Henriques, especialista en la obra de Félicien Rops, elogia a Lautrec por su capacidad de salvar “la infame realidad" de los burdeles cubriéndolos con un velo de “dulce castidad", en un artículo dedicado a Elles en el Courrier français del 9 de agosto de 1896.

## Posteridad
El álbum Elles apareció en 1896; está compuesto por diez láminas sin título, orden ni número, la mitad de las cuales fueron impresas en color. La otra mitad utiliza un fondo en el que el sujeto destaca en verde o rosa antiguo. Este álbum, a diferencia del de Bottini, alumno de Cormon, sobre Bailes, bares y casas, publicado en 1899, prácticamente no tuvo éxito y la editorial se vio obligada a distribuirlo placa por placa. Desde 1890, a instancias del senador Béranger, se había aprobado una ley contra la inmoralidad de las exhibiciones. Pero a Lautrec no le importa; se deleita con esta campaña antipornográfica. En general, todo el álbum puede presentarse como una especie de inventario de los diferentes procesos litográficos que Lautrec introdujo en el grabado moderno; destacando el uso mesurado del blanco marfil del papel, la profusión de tiza roja que recuerda al dibujo erótico del siglo XVIII. También se puede notar la extensión del color en zonas planas de inspiración japonesa, en alternancia o yuxtaposición y el brillo del color pulverizado. Finalmente, se puede ver en el uso generalizado del boceto, siguiendo a Arsène Alexandre en un comentario conmemorativo en Le Figaro de abril de 1902, una ejecución ligera y sensible, incluso “femenina”.